# Sven Salén
Sven Gustaf Salén (ur. 7 listopada 1890 w Borås, zm. 29 października 1969 w Sztokholmie) – szwedzki przedsiębiorca, żeglarz, dwukrotny olimpijczyk, zdobywca brązowego medalu w regatach na Letnich Igrzyskach Olimpijskich w 1936 roku w Berlinie.
Na Letnich Igrzyskach Olimpijskich 1936 zdobył brąz w żeglarskiej klasie 6 metrów. Załogę jachtu May Be tworzyli również Dagmar Salén, Lennart Ekdahl i Torsten Lord, Martin Hindorff. Po raz drugi na igrzyskach olimpijskich wystąpił w 1952 roku, ponownie w klasie 6 metrów. W załodze jachtu May Be VII, który zajął czwartą pozycję, znajdowali się również Lars Lundström, Karl-Robert Ameln, Martin Hindorff i Torsten Lord. Prócz żeglarstwa uprawiał także sporty wyścigowe i narciarstwo alpejskie.
Był założycielem i prezesem morskiej spółki transportowej Salénrederierna oraz innych przedsiębiorstw. Szefował również Svenska Seglarförbundet, a napisane przez niego utwory nagrał Jussi Björling.
Mąż Dagmar Salén, długoletni przyjaciel Everta Taube.